# جوزي باسيت
جوزي باسيت (بالإنجليزية: Josie Bassett)‏ هي مربية ماشية أمريكية، ولدت في 17 يناير 1874 في هت سبرينغز في الولايات المتحدة، وتوفيت في 1 مايو 1964 في Jensen, Utah ‏ في الولايات المتحدة.